# Diego de Paz Pazo
Diego de Paz Pazo (Valencina de la Concepción, 25 de junio de 1971) es un pívot español en silla de ruedas.

## Biografía
Nació en Valencina de la Concepción (Sevilla), el 25 de junio de 1971. Comenzó en el baloncesto en silla de ruedas en el verano de 1988, en el C.D. ONCE, en Tercera división. Ha pertenecido a en este club en dos etapas diferentes. La primera, desde la campaña 88/89 a la 93/94. La segunda, desde la 00/01 a la actual. Ha ganado una liga en Tercera división (88/89), otra en Segunda división (89/90), una más en Primera división (90/91) y nueve en División de Honor (91/92, 92/93, 93/94, 02/03, 03/04, 04/05, 05/06 07/08 y 09/10). Ha sido subcampeón ligero en las temporadas 00/01, 01/02 y 08/09, séptimo en la fase final de la Copa de Europa  de Clubes en Sevilla'02, sexto en Wetzlar (Alemania) y octavo en Roma (Italia), y siete veces campeón (92/93, 94/95, 01/02, 03/04, 04/05, 05/06 y 09/10) y subcampeón (93/94, 02/03 y 07/08) de la Copa del Rey. También ha conquistado diez veces la Copa Andaluza (93/94, 94/95, 02/03, 03/04, 04/05, 05/06 y 06/07, 08/09, 09/10, 10/11) y en la temporada 2007/2008 logró con el equipo sevillano el primer título europeo de su historia al ganar la Copa André Vergauwen (equivalente a la Copa de la UEFA) en París (Francia).
En el plano personal ha sido máximo anotador en Primera división (90/91), en División de Honor (94/95, 01/02, 02/03 y 03/04), en la Copa del Rey (94/95 y 03/04, en esta ocasión, además, fue elegido para formar el `cinco ideal´), en la Copa Andaluza (94/95), en la Copa de Europa de clubes (96/97), en el Preolímpico de selecciones nacionales de Niza (96/97) y en la I Copa Intercontinental de clubes (96/97) y elegido como mejor jugador en Campeonato de Europa de París 1995. Máximo reboteador del Mundial '94. Mejor triplista en División de Honor (96/97). M.V.P. en la Copa de Europa de Clubes de Oldham (99/00) y Mejor Deportista Sevillano en 1996.
El 20 de julio de 1996 fue nombrado Hijo Predilecto de la Villa de Valencina de la Concepción, su pueblo natal, y el pabellón municipal de esta localidad pasa a llamarse por su nombre. En el año 1997 participó como doble de Javier Bardem en la película de Pedro Almodóvar titulada "Carne Trémula", donde el actor daba vida a un policía que queda parapléjico en acto de servicio y a raíz de ello se dedica a jugar al basket en silla de ruedas. En 1999 fue elegido Mejor Deportista Andaluz Discapacitado. En 2003 ingresó en el Libro Guinness de los records, en Majadahonda (Madrid) al encestar 15 triples en un minuto. En enero del 2011 fue galardonado en Écija (Sevilla) por la Asociación de Periodistas Andaluces con la distinción "Premio al Esfuerzo Deportivo".   

## Trayectoria por equipos

### Etapa en el Fundosa
Su fichaje en el Fundosa comenzó en octubre de 1994, con el que ganó seis ligas y seis Copas del Rey en los ejercicios 94/95, 95/96, 96/97, 97/98, 98/99 y 99/00. A ello se le suman, además, los seis títulos de la Copa de Madrid de esas mismas campañas. Fue tercero en la Copa de Europa de clubes de Salzburgo (Austria), en 1995/96, y Oldham (Inglaterra), 99/00; segundo en Madrid, 96/97, y Corvino (Italia) 98/99; y campeón en Sheffield (Inglaterra 97/98, conquistando en la 99/00 la Copa Intercontinental en Madrid.

### Selección española
Con la selección española: debutó con 18 años de edad, en julio de 1989, en los juegos mundiales para jóvenes de Stoke Mandeville (Inglaterra). Posteriormente ha participado en los Campeonatos del Mundo de Edmonton '94 (Canadá)y Sídney '98 (Australia), en el campeonato de Europa de Charleville Mezieres '89 (Francia), Ferrol '91 (España), Berlín '93 (Alemania),  París '95 (Francia), Madrid '97 (España), Roermond '99 (Holanda), Ámsterdam '01 (Holanda), Cerdeña '03 (Italia) y Wetzlar ’07 (Alemania) y Nazaret '11 (Israel), los Juegos Paralímpicos de Barcelona '92 (España) y Atlanta '96 (EE. UU.) y Londres 2012 (Gran Bretaña) y los Preparalímpicos de Niza '96 (Francia) y Foligno '04 (Italia). Como mejores resultados con la selección española cabe destacar la medalla de plata lograda en el Europeo de Paris en 1995, donde también fue elegido mejor jugador del torneo, la medalla de bronce lograda en el Europeo de Nazaret en 2011 y los Diplomas Olímpicos logrado al quedar cuarto clasificado en la Paralimpiada de Atlanta '96 y quinto clasificado en los Paralimpiada de Londres 2012. En total ha sido internacional con la selección española en 176 ocasiones.
También ha participado en varios Campeonatos de tenis y pádel en silla de ruedas, destacando el Campeonato de Pádel logrado en 2010 en Aljaraque (Huelva), como compañero de Mikel Ruiz, mientras que la modalidad de Tenis se proclamó Campeón del segundo cuadro en el Open de Rivas-Vaciamadrid en el 2009 y subcampeón del segundo cuadro logrado en Pinto (Madrid) ese mismo año.

### Etapa en Fundación Grupo Norte de Valladolid
En el verano de 2011, tras la desaparición después de 25 años del C.D. ONCE-ANDALUCIA de Sevilla, por decisión de la Organización Nacional de Ciegos, Diego de Paz fichó por dos temporadas por el Fundación Grupo Norte de Valladolid donde logró un subcampeonato de liga en la temporada 2012-2013 y un tercer puesto en la Copa de Rey de esa misma temporada. En el mes de mayo, jugando el primero partido de la Copa de Europa que le enfrentaba al Besitkas de Turquía, torneo que se celebró en Valladolid, sufrió una caída que le produjo una severa lesión en su muñeca izquierda que le hizo retirarse de la práctica deportiva.
- Datos: Q5806781